# Styrol-Ethylen-Butylen-Styrol-Copolymer
Styrol-Ethylen-Butylen-Styrol-Copolymer (SEBS) ist ein thermoplastisches Elastomer (TPE). Es wird durch Hydrierung von Styrol-Butadien-Styrol-Copolymer (SBS) hergestellt, wodurch die Wärmestabilität, Witterungsbeständigkeit und Ölbeständigkeit verbessert werden. Das Blockcopolymer besteht aus zwei Styrolendblöcken (harte Komponente) und einem weichen Mittelblock (Ethylen-Butylen).

## Gewinnung und Darstellung
SEBS wird durch partielle und selektive Hydrierung von Styrol-Butadien-Styrol-Copolymer (SBS) hergestellt.

## Eigenschaften
Die mechanischen Eigenschaften von SEBS gestatten Einsatzbereiche bei Dauergebrauchstemperaturen von −40 °C bis 120 °C. Das Polymer besitzt sehr gute Druck- und Zugsverformungswerte bei Raumtemperatur, bei 70 °C und teilweise auch 100 °C, je nach Type und sehr gute dynamische Ermüdungsfestigkeiten. Es ist gut beständig gegenüber Witterung, Ozon, Wasser, Säuren und Basen. Kohlenwasserstoffe verursachen strukturelle Veränderungen (kurze Kontakte sind jedoch möglich). Eingefärbte Produkte haben eine gute UV-Beständigkeit.

## Verwendung
SEBS kann als Rohmaterial für z. B. Schuhsohlen und als Zusatzstoff für Schmelzklebstoffe, Kunststoffe und Asphalt verwendet werden. Seit den 1980er-Jahren wird es auch im medizinischen Bereich eingesetzt.